# Trimalaconothrus lisosetosus
Trimalaconothrus lisosetosus är en kvalsterart som beskrevs av Iglesias, Palacios-Vargas och Sandór Mahunka 200. Trimalaconothrus lisosetosus ingår i släktet Trimalaconothrus och familjen Malaconothridae. Inga underarter finns listade i Catalogue of Life.